# Shiny
Shiny — програмне середовище, яке призначене для полегшення створення інтерактивних вебдодатків з графічним інтерфейсом на основі мови програмування R.

## Застосування
Shiny виявився досить ефективним для розробки вебдодатків щодо інтерактивного моделювання особливостей перебігу у 2020 р. пандемії COVID-19 та візуалізації відповідних статистичних даних. Він також може бути використаний для створення різних онлайн калькуляторів, діаграм, інфографіки тощо.
Розроблений в Shiny вебдодаток може запускатися на виконання з спеціального хмарного сервера shinyapps.io, з локального сервера користувача або з платного сервера Rstudio.

## Приклади використання

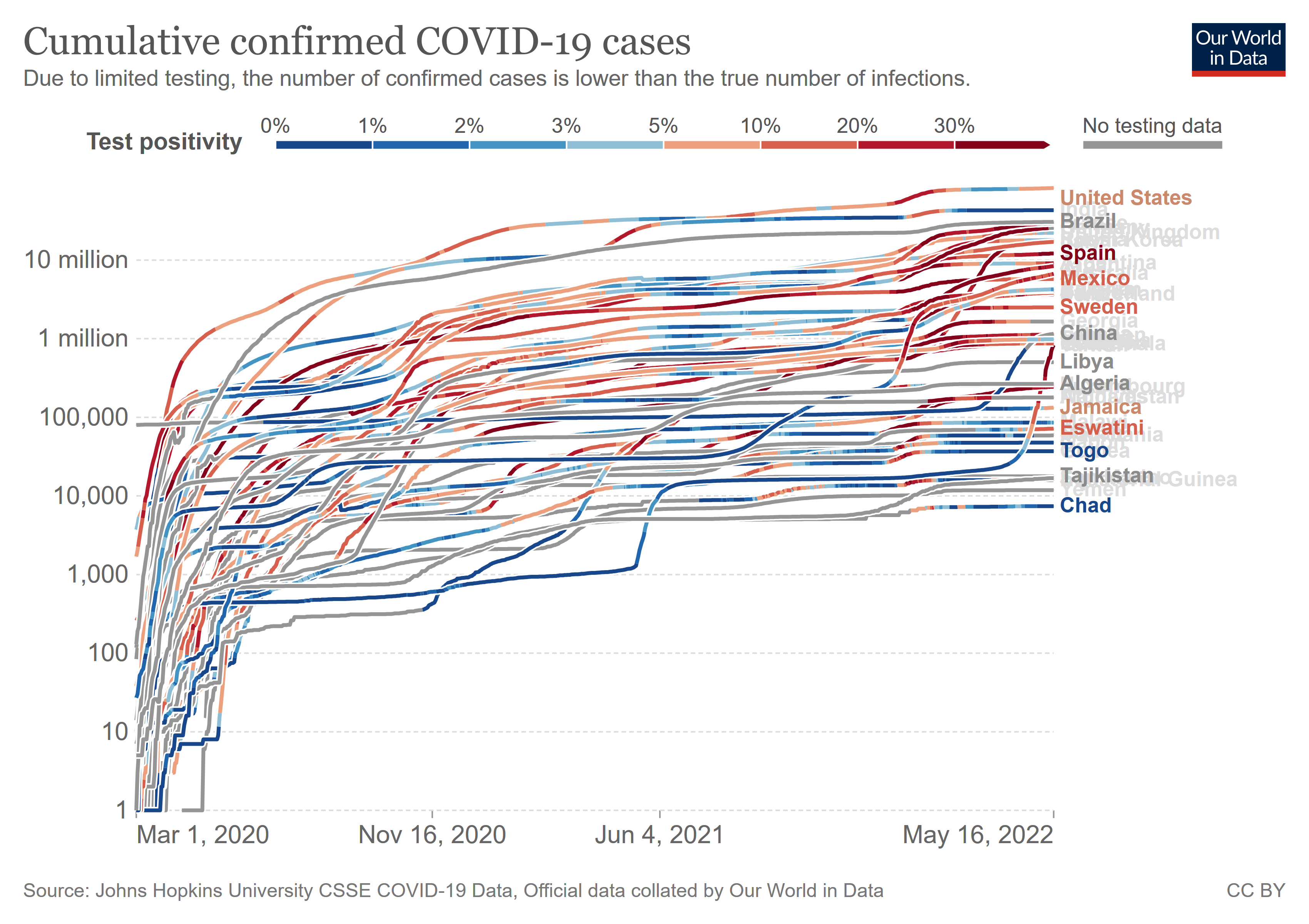
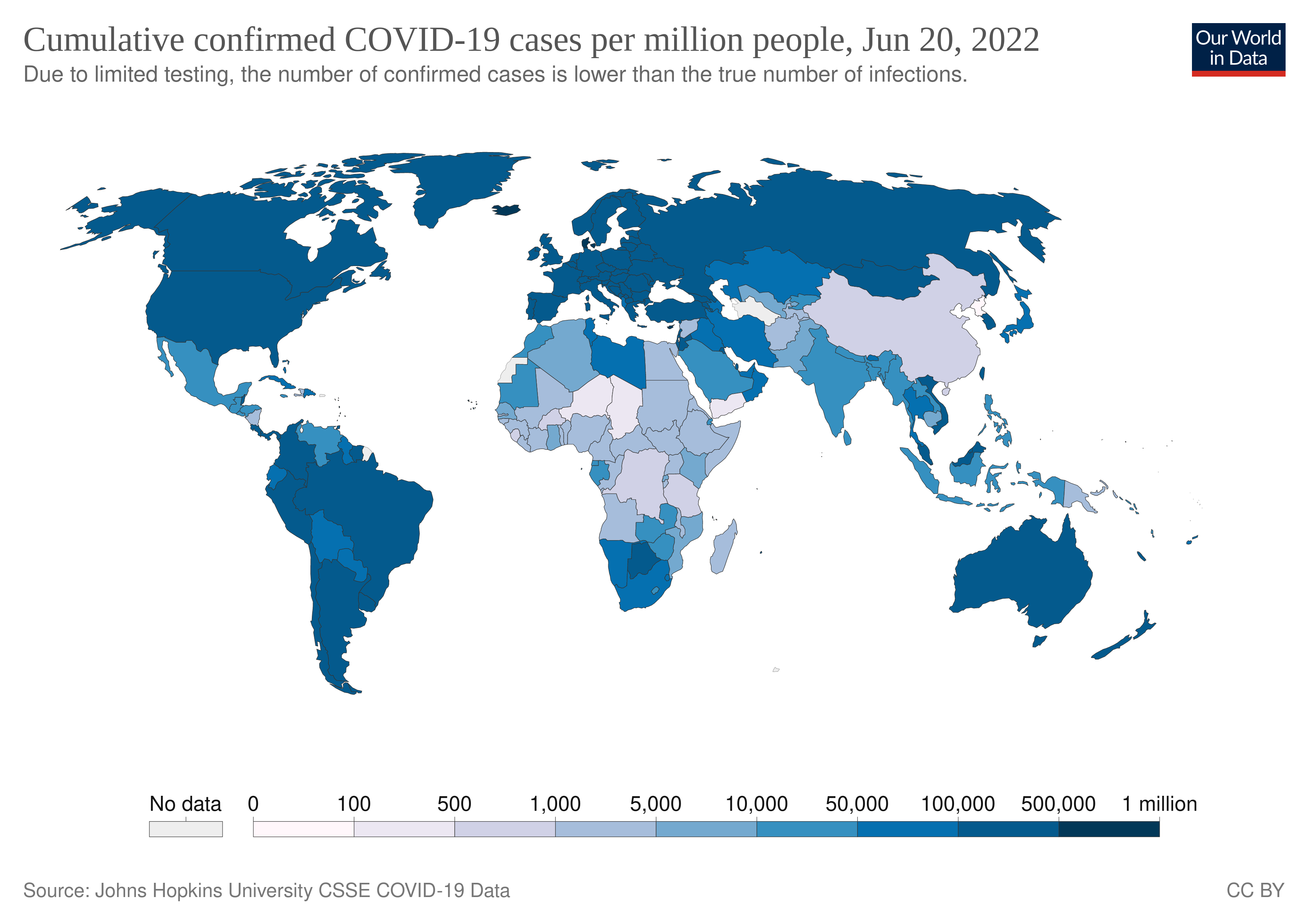